# イブリン・コリヤー
イブリン・ルーシー・コリヤー（Evelyn Lucy Colyer, 1902年8月16日 - 1930年11月4日）は、イングランドの女子テニス選手。1920年代のイギリス女子テニス界を代表するダブルスの名手として活躍した。1924年のパリ五輪女子ダブルスで、ドロシー・シェパード＝バロンと組んで銅メダルを獲得し、全仏選手権とウィンブルドン選手権で2度ずつ女子ダブルス準優勝を記録したが、優勝には手が届かなかった。

## 来歴
コリヤーは1921年から1927年まで、7年間ウィンブルドン選手権に出場した。1923年のウィンブルドン選手権女子ダブルスで、ジョーン・オースチン（ヘンリー・オースチンの姉）とペアを組んで最初の決勝戦に進出したが、当時の世界最強ペアだったスザンヌ・ランラン＆エリザベス・ライアン組に 3-6, 1-6 で完敗した。翌1924年のパリ五輪女子ダブルスで、コリヤーはドロシー・シェパード＝バロンと組んで銅メダルを獲得する。2人は準決勝でアメリカ代表のヘイゼル・ホッチキス・ワイトマン＆ヘレン・ウィルス組に 3-6, 6-1, 5-7 で敗れたが、準決勝敗退の2組による「銅メダル決定戦」でフランス代表のマルグリット・ブロクディス＆イボンヌ・ブルジョワ組に 6-1, 6-2 で快勝した。2年後の1926年に世界初の「プロテニス選手」が登場したことから、この1924年パリ五輪を最後に、オリンピック競技としてのテニスは長い中断期間に入った。
1925年、テニスの歴史にさらなる転換点が訪れ、全仏選手権が国際大会化された。（それまでの全仏選手権は、出場資格がフランス人選手に限定されていた。）国際大会になった全仏選手権で、コリヤーは同じイギリス人選手のキティ・マッケインとペアを組み、1925年・1926年の2年連続で女子ダブルス決勝に進んだが、2度ともスザンヌ・ランラン＆ジュリー・ブラスト組に連敗した。2度目の全仏ダブルス準優勝の後、コリヤーとマッケインはウィンブルドンでも女子ダブルス決勝に勝ち進んだ。コリヤーにとっては、1923年以来3年ぶり2度目のウィンブルドン・ダブルス決勝戦だったが、アメリカペアのメアリー・ブラウン＆エリザベス・ライアン組が2人の道を阻んだ。イブリン・コリヤーは4度の4大大会女子ダブルス決勝で、1度もチャンスを生かせなかったのである。
シングルスでのコリヤーは、ウィンブルドン選手権では1927年の4回戦進出が最高成績であるが、1925年全仏選手権でベスト8進出があった。
その後、コリヤーはインドの紅茶栽培業者ハーミッシュ・ムンロ（Hamish Munro）と結婚したが、1930年11月4日に28歳で死去した。

## 主な成績
- 全仏選手権　女子ダブルス準優勝：1925年・1926年
- ウィンブルドン選手権　女子ダブルス準優勝：1923年・1926年
- オリンピック　1924年パリ五輪・女子ダブルス銅メダル